# Flughafen Basra

i7
i11
i13
Der Internationale Flughafen Basra (arabisch مطار البصرة الدولي Maṭār al-Baṣra ad-duwalī, IATA-Code: BSR, ICAO-Code: ORMM) ist der zweitgrößte internationale Flughafen im Irak und befindet sich in der südlichen Stadt Basra.

## Geschichte

### Konstruktion
Der Flughafen wurde in den 1980er Jahren gebaut und entwickelte sich dann in den 1980er Jahren unter Saddam Hussein zu einem Zugang zum einzigen Seehafen des Iraks. Diese zweite Phase der Entwicklung wurde im Frühling 1988 durch ein Konsortium aus STRABAG SE, Bilfinger + Berger, sowie Universale vollendet. Der Flughafen befindet sich nahe dem Stadtzentrum von Basra am Shatt-Al-Arab. Der neue Flugplatz befindet sich ca. 15 Kilometer westlich des Stadtzentrums. Es gab regelmäßige Flüge der Iraqi Airways von und nach Baghdad (vor Ausbruch des Krieges mit Kuwait).

### Renovierung
Die Renovierung des Flughafens sollte mit einem neuen Terminal durch ein deutsches Unternehmen weitergehen, doch der Ausbruch des zweiten Golfkrieges 1991 beendete dieses Vorhaben. Tatsächlich fand die Entwicklung des Flughafens nur nach der Irakinvasion 2003 statt.
Einige Anlagen wurden im Zuge der United States Agency for International Development renoviert. Das Projekt ist breit angelegt und beinhaltet den Bau eines Towers und anderer Navigationsanlagen wie auch den Bau von Transport- und Kommunikationsanlagen.
Der Flughafen wurde im Juni 2005 wieder eröffnet. Das Ereignis wurde mit der Opferung eines Schafes gefeiert, als eine Boeing 727 der Iraqi Airways aus Bagdad landete. Das war der Beginn der Fluglinie zwischen Bagdad und Basra. Trotzdem beschwerten sich viele Passagiere über das Fehlen grundlegender Anlagen. Es gab Probleme mit der Klimaanlage und den Toiletten. 
Die Rekonstruktion des Flughafens ist im Gange, um die Anlagen zu verbessern. Iraqi Airways benutzt diesen Flughafen bereits und hat hier ihr zweites Zentrum. Die Stadt wird als sicherer als Bagdad angesehen und Iraqi Airways hofft, von hier aus Flüge ins Ausland zu veranstalten. Sie hat am London Heathrow Airport einen Slot beantragt, um bald mit dem Flugbetrieb zu beginnen.
Der Flughafen befindet sich gegenwärtig im Prozess der Zivilisierung und ist Teil des Wiederaufbaus des Landes der Operation Telic der multinationalen Kräfte im Irak. Trotzdem wird es weiterhin eine maßgebliche Präsenz der Royal Air Force geben.

## Fluggesellschaften und Ziele
- Pegasus (Istanbul)
- Royal Jordanian (Amman)
- Iraqi Airways (Jeddah, Baghdad, Erbil, Dubai, Istanbul, Beirut, Sulaimaniyah)
- Turkish Airlines (Istanbul)
- Emirates (Dubai)
- Qatar Airways (Doha)
- Fly Dubai (Dubai)
- MEA (Beirut)
- Silk Way Airlines (Baku)

## Zwischenfälle
- Am 1. Mai 1945 wurde eine Douglas DC-3/C-47B der British Overseas Airways Corporation (BOAC) (Luftfahrzeugkennzeichen G-AGNA) auf dem Flughafen Basra irreparabel beschädigt. Nähere Informationen liegen derzeit nicht vor. Über Personenschäden ist nichts bekannt.[4]

- Am 16. Juli 1947 wurde eine Avro York C.1 der British Overseas Airways Corporation (BOAC) (G-AGNR) beim vierten Anflugversuch auf die Shaibah Air Base (Irak) in den Boden geflogen. Aufgrund zu schlechter Sicht am eigentlichen Ziel, dem Flughafen Basra, war die Besatzung zur Shaibah Air Base ausgewichen. Alle 6 Besatzungsmitglieder wurden getötet; die 12 Passagiere überlebten.[5]